# Sigel (condado de Chippewa, Wisconsin)
Sigel es un pueblo ubicado en el condado de Chippewa en el estado estadounidense de Wisconsin. En el Censo de 2010 tenía una población de 1.044 habitantes y una densidad poblacional de 11,25 personas por km².

## Geografía
Sigel se encuentra ubicado en las coordenadas 44°54′11″N 91°10′20″O / 44.90306, -91.17222. Según la Oficina del Censo de los Estados Unidos, Sigel tiene una superficie total de 92.84 km², de la cual 92.48 km² corresponden a tierra firme y (0.38%) 0.35 km² es agua.

## Demografía
Según el censo de 2010, había 1.044 personas residiendo en Sigel. La densidad de población era de 11,25 hab./km². De los 1.044 habitantes, Sigel estaba compuesto por el 96.55% blancos, el 0% eran afroamericanos, el 0.77% eran amerindios, el 1.15% eran asiáticos, el 0% eran isleños del Pacífico, el 0.29% eran de otras razas y el 1.25% pertenecían a dos o más razas. Del total de la población el 1.53% eran hispanos o latinos de cualquier raza.